# La Tour sombre (comics)
Pour les articles homonymes, voir La Tour sombre.
La Tour sombre (titre original : The Dark Tower) est une série de comics adaptée de l’octalogie éponyme de Stephen King. Éditée aux États-Unis par Marvel depuis 2007, la série est traduite en France par Fusion Comics.

## Historique
Cette adaptation est très librement inspirée des romans, dont elle ne reprend pas l’ordre chronologique. L’ensemble se déroule en cinq mini-séries traitant autant d’arcs narratifs, composées chacune d’un nombre variable d’épisodes, auxquelles se rajoute un one shot. Une trentaine de numéros dessinés par Jae Lee et Richard Isanove sont ainsi sortis outre-Atlantique.
Un deuxième cycle, intitulé The Dark Tower: The Gunslinger et se déroulant en sept mini-séries plus un one shot, soit une trentaine de numéros, a débuté en mai 2010. The Journey Begins, la première mini-série de ce cycle, est dessinée par Sean Phillips et Richard Isanove.
La bande dessinée autour de l’univers de La Tour sombre, commercialisée aux États-Unis par Marvel, devait s’arrêter en août 2013 après la publication du one shot So Fell Lord Perth. L’ensemble correspondait alors à 60 comic books. Le 25 avril 2014, Marvel annonce la publication à venir d’un troisième cycle, intitulé The Drawing of the Three.
La version française de ces comics est organisée différemment, sous le titre générique La Tour sombre. Les albums, dont quatorze sont parus entre janvier 2008 et novembre 2012, regroupent plusieurs épisodes de la version originale sous couverture cartonnée.

## Publication
| Série                                    | Titre                             | Épisodes | Date                           |
| ---------------------------------------- | --------------------------------- | -------- | ------------------------------ |
| The Dark Tower                           |                                   |          |                                |
| 1                                        | The Gunslinger Born (en)          | 7        | février 2007 - août 2007       |
| 2                                        | The Long Road Home (en)           | 5        | mars 2008 - juillet 2008       |
| 3                                        | Treachery (en)                    | 6        | septembre 2008 - février 2009  |
| *                                        | The Sorcerer (en)                 | 1        | avril 2009                     |
| 4                                        | The Fall of Gilead (en)           | 6        | mai 2009 - novembre 2009       |
| 5                                        | Battle of Jericho Hill (en)       | 5        | décembre 2009 - avril 2010     |
| The Dark Tower: The Gunslinger           |                                   |          |                                |
| 6                                        | The Journey Begins (en)           | 5        | mai 2010 - septembre 2010      |
| 7                                        | The Little Sisters of Eluria (en) | 5        | décembre 2010 - avril 2011     |
| 8                                        | The Battle of Tull                | 5        | juin 2011 - octobre 2011       |
| 9                                        | The Way Station                   | 5        | décembre 2011 - avril 2012     |
| 10                                       | The Man in Black                  | 5        | juin 2012 - octobre 2012       |
| *                                        | Sheemie’s Tale                    | 2        | janvier 2013 - février 2013    |
| *                                        | Evil Ground                       | 2        | avril 2013 - mai 2013          |
| *                                        | So Fell Lord Perth                | 1        | août 2013                      |
| The Dark Tower: The Drawing of the Three |                                   |          |                                |
| 11                                       | The Prisoner                      | 5        | septembre 2014 - novembre 2014 |
| 12                                       | House of Cards                    | 5        | mars 2015 - juillet 2015       |
| 13                                       | The Lady of Shadows               | 5        | septembre 2015 - janvier 2016  |
| 14                                       | Bitter Medicine                   | 5        | avril 2016 - août 2016         |
| 15                                       | The Sailor                        | 5        | octobre 2016 - février 2017    |

### Première série:The Gunslinger Born
La première série de la bande dessinée — intitulée The Gunslinger Born en version originale — se déroule en sept parties dans sa version anglophone ; la version française est découpée différemment et se répartit sur trois volumes publiés en 2008, dont les titres sont simplement intitulés La Tour sombre tomes 1, 2 et 3. Elle se base en grande partie sur le quatrième roman de la série de Stephen King, Magie et Cristal. Une intégrale de cette série est publiée par Panini en juillet 2013 sous le titre La Tour sombre : Le Jeune Pistolero.

### Seconde série:The Long Road Home
The Long Road Home est la seconde mini-série dérivée de l’œuvre de King. La version anglophone, qui se déroule en cinq parties, est traduite en France en 2009 dans La Tour sombre tomes 4 et 5.
L’arc narratif concerne cette fois le trajet retour de Roland et ses compagnons vers Gilead ; c’est une histoire beaucoup plus originale, qui n’est pas relatée explicitement dans le roman de Stephen King. La même équipe de créateurs et d’illustrateurs reprend la narration, qui démarre immédiatement à la fin de la première mini-série.

### Séries suivantes
Plusieurs autres séries ont été publiées depuis aux États-Unis : Treachery (traduite en France en 2009–2010 dans La Tour sombre tomes 6 à 8), The Sorcerer (one shot prélude au cycle de Gilead traduit en 2011 dans La Tour sombre t. 9), The Fall of Gilead (traduite en 2011–2012 dans La Tour sombre t. 9 à 12), Battle of Jericho Hill (traduite en 2012 dans La Tour sombre t. 12 à 14).
L’équipe de créateurs et d’illustrateurs est la même que pour les deux premières séries, à l’exception de The Sorcerer et de The Fall of Gilead où le dessinateur Jae Lee est absent.

### Publication en français
Les épisodes du premier cycle de The Dark Tower ont été édités en français en quatorze albums aux éditions Panini dans la collection Fusion Comics.
Les épisodes originaux correspondants sont données pour chaque album.
1. (février 2008,  (ISBN 978-2356160041)) : The Gunslinger Born épisodes 1, 2 et 3
2. (mai 2008,  (ISBN 978-2356160126)) : The Gunslinger Born épisodes 4 et 5
3. (septembre 2008,  (ISBN 978-2356160218)) : The Gunslinger Born épisodes 6 et 7
4. (février 2009,  (ISBN 978-2356160256)) : The Long Road Home épisodes 1, 2 et début du 3
5. (mai 2009,  (ISBN 978-2356160317)) : The Long Road Home épisodes 3 (fin), 4 et 5
6. (novembre 2009,  (ISBN 978-2356160416)) : Treachery épisodes 1 et 2
7. (mai 2010,  (ISBN 978-2356160560)) : Treachery épisodes 3 et 4
8. (septembre 2010,  (ISBN 978-2809415834)) : Treachery épisodes 5 et 6
9. (mai 2011,  (ISBN 978-2809418927)) : The Sorcerer et The Fall of Gilead épisode 1
10. (aout 2011,  (ISBN 978-2809420180)) : The Fall of Gilead épisodes 2 et 3
11. (novembre 2011,  (ISBN 978-2809421392)) : The Fall of Gilead épisode 4 et début du 5
12. (mars 2012,  (ISBN 978-2809423358)) : The Fall of Gilead épisode 5 (fin) et Battle of Jericho Hill épisode 1
13. (juillet 2012,  (ISBN 978-2809425031)) : Battle of Jericho Hill épisodes 2 et 3
14. (novembre 2012,  (ISBN 978-2809427349)) : Battle of Jericho Hill épisodes 4 et 5

La mini-série The Gunslinger Born a été rééditée en un seul album :
- Le Jeune Pistolero (juillet 2013,  (ISBN 978-2809431827)) : The Gunslinger Born épisodes 1 à 7